# I'm Standing with You
"I'm Standing With You é uma canção lançada pela cantora estadunidense, Chrissy Metz para o filme cristão Breakthrough. A música foi lançada no dia 7 de abril de 2019 pela gravadora Universal Music Group.

## Clipe
O clipe de quatro minutos mostra a cantora Chrissy Metz, que também protagoniza Breakthrough, apresentando uma performance de "I'm Standing With You", ao lado de vocalistas gospel alternativos. Também é intercalado com as principais cenas do filme. A música foi composta por Diane Warren.

## Nomeações
| Prêmio                       | Data de cerimônia      | Categoria              | Recipiente(s)                                        | Resultado | Ref.        |
| ---------------------------- | ---------------------- | ---------------------- | ---------------------------------------------------- | --------- | ----------- |
| Critics' Choice Movie Awards | 12 de janeiro de 2020  | Melhor Canção          | "I'm Standing With You" (Chrissy Metz)               | Indicado  | [ 6 ] [ 7 ] |
| Oscar 2020                   | 9 de fevereiro de 2020 | Melhor Canção Original | "I'm Standing With You" (Diane Warren, Chrissy Metz) | Indicado  | [ 8 ]       |